# Javier Colombo
Javier Luciano Colombo, né le 14 février 1978, est un coureur cycliste argentin, spécialiste du BMX. Il est notamment champion du monde de BMX en 2006.

## Biographie
Son plus grand succès en carrière a lieu en 2006 lorsqu'il devient champion du monde de BMX à São Paulo. Dans cette compétition, il devance les deux Américains Randy Stumpfhauser et Mike Day. Il s'agit de sa seule médaille remportée lors d'une épreuve internationale. Lors du championnat organisé à Perth trois ans plus tôt, il s'est classé huitième en cruiser. Il n'a jamais participé aux Jeux olympiques.

## Palmarès en BMX

### Championnats du monde
- Perth 2003
  - 8e du BMX cruiser
- São Paulo 2006
  -  Champion du monde de BMX
- Adélaïde 2009
  - 13e du BMX